# Cosmin Achim
Cosmin Florin Achim (Drăgănești-Olt, 19 settembre 1995) è un calciatore rumeno, difensore dell'Agricola Borcea.

## Carriera
Ha giocato nella massima serie rumena.

## Palmarès

### Club

#### Competizioni nazionali
- Coppa di Romania: 1

Voluntari: 2016-2017
- Supercoppa di Romania: 1

Voluntari: 2017